# Newtownards
Newtownards (en gaèlic irlandès Baile Nua na hArda, en escocès de l'Ulster Newton o Newtonairds) és una ciutat d'Irlanda del Nord, al comtat de Down, a la província de l'Ulster. Es troba a 16 kilòmetres a l'est de Belfast.

## Demografia
Newtownards és classificada com a ciutat gran per la NI Statistics and Research Agency (NISRA) (amb una població entre 18.000 i 75.000 habitants). Segons el cens de 2001 tenia 27.821 habitants dels quals:
- 22,2% tenien menys de 16 anys i el 15,9% en tenia més de 60
- 48,3% són homes i el 51,7% són dones
- 85,9% són protestants i el 8,4% són catòlics irlandesos
- 3,6% de la població entre 16–74 anys estava a l'atur.

## Història
En 545 Sant Finian fundà un monestir vora l'actual Newtownards. L'anomenà "Movilla" (Magh Bhile, "la planura de l'arbre sagrat" en gaèlic irlandès), nom que suggereix que la terra havia estat abans un santuari pagà. El monestir fou destruït pels vikings després del 824. En el segle xii s'ajuntà amb l'abadia de Bangor en un monestir agustinià. El monestir seria assaltat per Hugh O'Neill d'Ulster, després del qual l'assentament urbà de Movilla desaparegué i l'àrea fou coneguda com a "Ballylisnevin" ("llogaret del fort de la família de Nevin"). Els normands, que arribaren a Irlanda cap al 1169, hi fundaren una vila en el materix lloc pel 1226 i l'anomenaren "Nove Ville de Blathewyc" (nom d'un territori irlandès anterior) i hi establí priorat dominic. La vila declinà i pel segle xv la terra fou controlada pel clan dels O'Neill i la vila fou virtualment abandonada.
En 1605, Hugh Montgomery v rebre les terres i va reconstruir allò que fou conegut com a Newtown, més tard expandit a Newtownards. Els registres oficials mostren que la ciutat fou fundada en 1606. Montgomery construí una residència a les ruïnes del vell priorat, del qual en resta l'antiga torre. S'hi establiren molts colons escocesos i la ciutat cresqué ràpidament. A causa del fang a poca profunditat del Strangford Lough, Newtown mai es desenvolupà com a port i els béns havien de ser transportats des de la propera vila de Donaghadee a la costa del Mar d'Irlanda. Esdevingué doncs una ciutat comercial, i cap al 1770 s'hi construí la Market House a Conway Square, que encara funciona com a mercat setmanal.
El 10 de juny de 1798, en plena rebel·lió irlandesa de 1798, una força d'Irlandesos Units originaris de Bangor, Donaghadee, Greyabbey i Ballywalter intentà ocupar Newtownards però foren rebutjats a la Market House amb foc de mosquet.
L'inici del segle xix va veure la recuperació dels aiguamolls del sud de la vila. En 1850 Newtonards tenia enllaç ferroviari amb Belfast via Comber i Dundonald, i amb Donaghadee en 1861. Aleshores la ciutat arribà als 9.500 habitants.
El 12 de juliol de 1867 malgrat la Llei de Processons de Partits, el dirigent de l'Orde d'Orange William Johnston organitzà una marxa de Bangor a Newtownards en la que hi participaren unes 30.000 persones. L'any següent Johnston fou sentenciat a uns anys de presó per la seva acció.
A mesura que avançava el segle xix la seva economia es va lligar cada cop més a la ciutat de Belfast de tal manera que durant el segle XX s'havia convertit cada vegada més en un suburbi. La població de Newtownards va arribar a 13.100 habitants el 1961 i es va duplicar a 27.800 a finals del segle xx.
Durant el conflicte d'Irlanda del Nord Newtownards fou escenari d'un atac amb cotxe bomba el 5 de juliol de 1993 al Bar Roma a Regent Street. El pub va quedar totalment destrossat però ha estat reconstruït. L'atac fou obra de l'IRA Provisional amb 700 kg d'explosiu. No hi hagué víctimes.
Durant el conflicte hi hagué altres incidents amb víctimes a Newtonards:
- El 25 de novembre de 1974 Patrick Cherry, catòlic de 36 anys, fou assassinat per lleialistes.
- El 13 de setembre de 1993 Vernon Bailie, protestant de 41 anys fou mort per lleialistes.
- El 3 de febrer de 1994 Mark Sweeney, catòlic de 31 anys, fou mort per l'Ulster Volunteer Force.[6]

## Agermanaments
- Kemi

## Esports
- Ards F.C.